# Burkhard Zingg
Burkhard Zingg, auch Burkard Zink, (* 1396 in Memmingen; † etwa 1475 in Augsburg) war ein Fernhandelskaufmann und Augsburger Chronist. Zingg ist der Autor der ersten modernen deutschen Autobiographie. Seine Lebensbeschreibung enthält eine Darstellung seiner Kindheit, der Lehrjahre und der Gründung seiner Familie.

## Leben
Zinggs Mutter starb, als er fünf Jahre alt war. Sein Vater betrieb ein Gewerbe. Zingg hatte vier Geschwister. Ab dem 12. Lebensjahr lebte Zink in der Kost in dem Dorf Rieg bei Laibach (Ljubljana/Slowenien), wo auch sein Onkel lebte.
Dieser Onkel, der Pfarrer war, schickte ihn auf eine Schule in Reifnitz. Anschließend plante der Onkel für ihn ein Studium an der Wiener Universität, was Zingg aber ablehnte. Stattdessen kehrte er in seine oberschwäbische Heimatstadt zurück.
Da sein Vater bereits verstorben war, kehrte er wieder zu seinem Onkel zurück. Dieser war in der Zwischenzeit ebenfalls verstorben. Daraufhin zog er in verschiedene schwäbische Städte und lernte dort in den Schulen. Teilweise musste er zum Lebensunterhalt betteln. 1415 kam er nach Augsburg, wo er in ein Geschäft eines Kaufmannes eintrat. Durch seine schulische Ausbildung konnte er sich auch in Zeiten ohne Anstellung mit Schreibarbeiten finanzieren. Durch seine Kenntnisse erwarb er die Aufmerksamkeit des Rates der Stadt Augsburg und erhielt einige kleinere Aufträge.
Zingg trieb in seiner Augsburger Zeit auch Handel auf eigene Rechnung. So kam er weit in der damals bekannten Welt herum. Ab 1440 hatte er das Augsburger Bürgerrecht. Ab der zweiten Hälfte des 15. Jahrhunderts reiste er weniger, übte immer häufiger städtische Ämter aus und widmete sich seinen umfangreichen Memoiren und seiner Augsburger Chronik.
Zingg heiratete 1420 im Alter von 24 Jahren zum ersten Mal. Später folgten drei weitere Ehen. Er hatte insgesamt 18 Kinder. Er starb vermutlich 1475 in Augsburg.

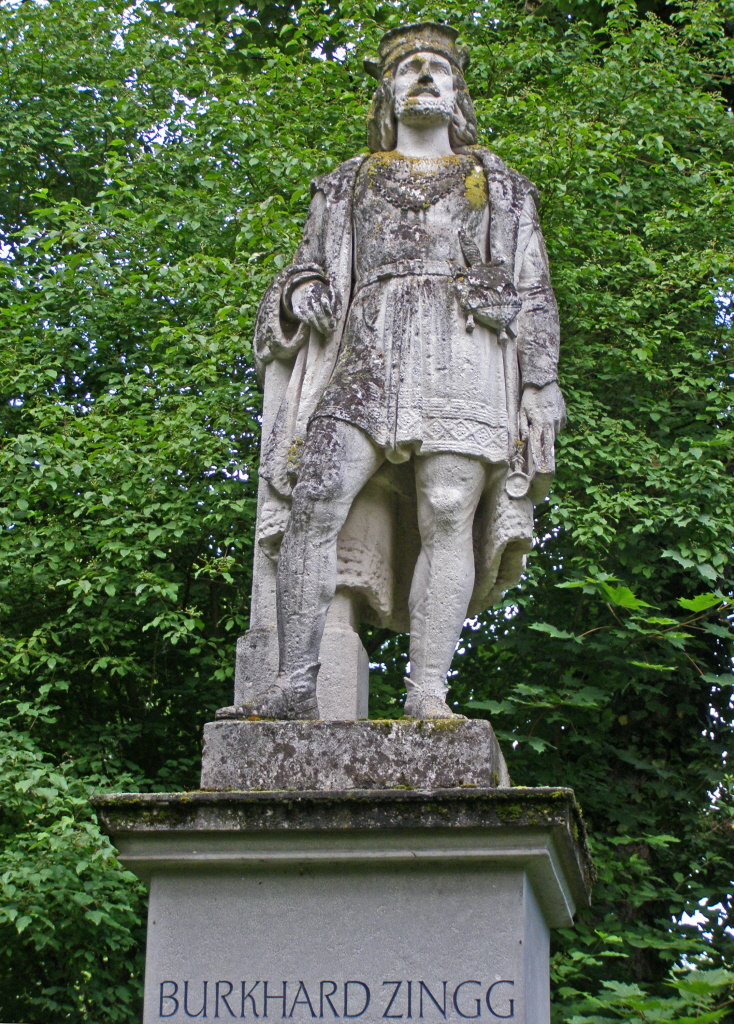
Denkmal in Memmingen

## Textgrundlage
Die Lebensbeschreibung Zinggs ist Teil einer Chronik und wurde von Karl Hegel herausgegeben. Diese Chronik ist in vier Bücher gegliedert; das Buch III enthält die Autobiographie. Die Bücher I, II und IV enthalten chronikalische Darstellungen, vorwiegend bezogen auf die Stadt Augsburg. Der autobiographische Teil der Chronik ist in zwei Abschnitte gegliedert: Teil 1 (S. 122–135) und Teil 2 (S. 135–143).
Die Abfassungszeit der Autobiographie ist 1466. Die Handschrift liegt nicht als Autograph vor.

## Denkmäler, Straßenbenennungen
1862 stiftete Hans Leeb, ein Memminger Kaufmann, ein Denkmal für Burkhard Zingg; es wurde am Hallhof in Memmingen aufgestellt. Es steht heute am Königsgraben (beim Westertor). In Memmingen wurde außerdem die Zinggstraße nach ihm benannt. In Augsburg wurde die Burkhard-Zink-Straße nach ihm benannt.